# Kenfield Nunatak
Kenfield Nunatak är en nunatak i Antarktis. Den ligger i Västantarktis. Inget land gör anspråk på området. Toppen på Kenfield Nunatak är 366 meter över havet.
Terrängen runt Kenfield Nunatak är lite kuperad. Trakten är obefolkad. Det finns inga samhällen i närheten.